# Íñigo d'Àvila
Íñigo, també anomenat Eneco i Jimeno, fou un religiós castellà, que esdevingué bisbe d'Àvila entre els anys 1133 i 1158.
Era germà del bisbe anterior, Sancho, durant l'episcopat del qual Íñigo fou ardiaca de la catedral d'Àvila. A la mort del seu germà, es va dur a terme l'elecció del nou bisbe per part del clergat, tal com establia la disciplina vigent. El clergat avilés va escollir per unanimitat a Íñigo, i a més, l'elecció va comptar amb l'aprovació del rei Alfons VII de Castella, el qual va enviar una carta de recomanació al metropolità d'Àvila, Diego Gelmírez, arquebisbe de Santiago de Compostel·la. Fou consagrat el 25 de juliol de 1133, on jurà obediència a l'arquebisbe metropolità.
Durant l'exercici del seu càrrec, el rei va donar als bisbes i al capítol la serra de Linares, i Íñigo també confirmà un altre privilegi atorgat per Alfons VIII a la catedral de Segòvia. Està enterrat en la catedral d'Àvila, a l'altar de sant Gregori, prop de la porta de l'antic palau episcopal.